# Bediendensyndicaat van Handel en Nijverheid
Het Bediendensyndicaat van Handel en Nijverheid (BSHN) was een Belgische vakcentrale die voornamelijk actief was in de regio Antwerpen.

## Historiek
De organisatie werd op 14 december 1891 opgericht als Antwerpse afdeling van het Algemeen Syndicaat van Reizigers, Bedienden en Patroons (ASRBP) op initiatief van de werkgevers Albert Claessens en Xavier Duquenne-Scuvie onder de naam Syndikaat van Reizigers, Klerken en Patroons Antwerpen. De oprichting vond plaats in het Antwerpse lokaal "In 't Veer". Het onderbrengen in een gezamenlijke vereniging van bedienden en patroons kwam voort uit het idee van klassenverzoening dat geponeerd werd binnen de katholieke sociale leer. In mei 1895 scheurde de organisatie zich af van het ASRBP, ook volgde er een naamswijziging naar Syndikaat van Handel en Nijverheid (SHN) en werd de actieradius uitgebreid tot onder meer het Waasland. Op 15 oktober 1911 werd in de schoot van de organisatie het Syndikaat voor Vrouwelijke Bedienden van Handel en Nijverheid (SVBHN) opgericht.
Na de Eerste Wereldoorlog ontdeed de organisatie zich van haar patronale bevoogding en volgde een nieuwe naamswijziging in Bediendensyndicaat van Handel en Nijverheid (BSHN). In 1920 vond het eerste 'Christen Vlaams bediendencongres' plaats. In mei 1921 werd de werking van het SVBHN geïntegreerd in de werking en in de jaren 30 werd een autonome vrouwenwerking ingericht. Daarnaast werd in 1929 het Turnhoutse bediendensyndicaat Concordia geïncorporeerd en werden er tal van nieuwe afdelingen opgericht in onder meer de Rupelstreek, het Waasland en de Kempen.
Op 1 januari 1934 fusioneerde de BSHN met het Nationaal Syndicaat voor de Bedienden van België (NSBB). Hieruit ontstond de Landelijke Bediendencentrale (LBC, Frans: Centrale Nationale des Employés - CNE). Beide werkingen behielden echter nog geruime tijd hun autonomie.

## Structuur

### Bestuur
| Tijdspanne  | Voorzitter       |
| ----------- | ---------------- |
| 1891 - 1919 | Albert Claessens |
| 1919 - 1923 | Eugeen Stappers  |
| ...         |                  |

### Organisatie
In 1892 werd in de schoot van de organisatie gestart met een kas voor onderlinge bijstand en in 1893 met de inrichting van beroepsleergangen. In 1894 volgde de inrichting van een spaarkans en in 1895 een plaatsingsdienst. In 1900 werd gestart met een pensioenskast, in 1916 volgde de oprichting van de coöperatie 'Eigen Hulp' en in 1920 van een weerstandskas. Ook werd een eigen Verbond der Mutualiteiten opgericht.